# Oxynetra stangelandi
Oxynetra stangelandi is een vlinder uit de familie van de dikkopjes (Hesperiidae). De wetenschappelijke naam van de soort is voor het eerst geldig gepubliceerd in 2013 door Nick V. Grishin & John M. Burns.

## Type
- holotype: "male. voucher code 02-SRNP-23284"
- instituut: USNM, Smithsonian Institution, Washington, U.S.A.
- typelocatie: "Costa Rica, Sendero Derrumbe, 1220 m, Sector Cacao, Area de Conservacion Guanacaste, lat 10.92918, long -85.46426"